# Prepona hewitsonius
Prepona hewitsonius (durante o final do século XIX e XX pertencendo ao gênero Agrias, agora em desuso) é uma espécie de borboleta neotropical da família dos ninfalídeos (Nymphalidae) e subfamília Charaxinae, ocorrendo da Colômbia até Peru e Brasil amazônico, sendo o Amazonas local de coleta de seu tipo nomenclatural. 

## Distribuição
Prepona amydon é uma espécie do Novo Mundo com ampla distribuição. Ocorre da Colômbia até o Peru e Brasil amazônico, sendo o Amazonas local de coleta de seu tipo nomenclatural.

## Descrição
Prepona hewitsonius foi classificada por Henry Walter Bates, em 1860, e descrita como Agrias hewitsonius no texto "Diagnoses of three new species of diurnal Lepidoptera belonging to the genus Agrias, and one belonging to Siderone", publicado no Proceedings of the Royal Entomological Society of London. A sua denominação de espécie, hewitsonius, provém de William Chapman Hewitson, que classificou as espécies P. aedon e P. amydon.
Apresenta o padrão superior geral de coloração enegrecida, com manchas verdes e azuis metálicas, características, em suas asas; apresentando um padrão, em vista inferior, com sete manchas arredondadas, como ocelos de centro branco-azulado, na margem de suas asas posteriores. Tufos amarelos, nas costas das asas dos machos, liberam feromônios, através de escamas androconiais, para atrair as borboletas fêmeas.

## Hábitos
Prepona hewitsonius é ativa apenas em dias ensolarados e quentes, por volta do meio-dia, raras de serem vistas e geralmente vistas em alturas de cinco a 20 metros ou no solo das florestas; frequentemente encontrada se alimentando de exsudações de troncos de árvores ou em de líquidos provenientes de frutos em fermentação, carniça e esterco de mamíferos.

## Subespécies
P. hewitsonius possui quatro subespécies:
- Prepona hewitsonius hewitsonius - Descrita por Bates em 1860, de exemplar proveniente do Brasil (Amazonas).
- Prepona hewitsonius beata - Descrita por Staudinger em 1885, de exemplar proveniente do Peru.
- Prepona hewitsonius beatifica - Descrita por Hewitson em 1869, de exemplar proveniente do Equador.
- Prepona hewitsonius stuarti - Descrita por Godman & Salvin em 1882, de exemplar proveniente do Peru.

## Conservação
Em 2007, sob o nome Agrias hewitsonius, a espécie foi classificada como em perigo na Lista de espécies de flora e fauna ameaçadas de extinção do Estado do Pará; em 2018, também com o nome Agrias hewitsonius, com a rubrica de "dados insuficientes" no Livro Vermelho da Fauna Brasileira Ameaçada de Extinção do Instituto Chico Mendes de Conservação da Biodiversidade (ICMBio).